# لیگ برتر فوتبال زنان ایران ۰۳–۱۴۰۲
لیگ برتر فوتبال زنان ایران ۱۴۰۳–۱۴۰۲ شانزدهمین دوره مسابقات لیگ کوثر بانوان فوتبال ایران و بالاترین سطح مسابقات باشگاهی فوتبال بانوان در ایران می‌باشد. این دوره از مسابقات با قهرمانی بدون شکست تیم خاتون بم پایان یافت.
جدول لیگ شانزدهم فوتبال زنان ایران ۰۳-۱۴۰۲

| رتبه | تیم                  | بازی | برد | مساوی | باخت | گل زده | گل خورده | گل تفاضل | امتیاز |
| ---- | -------------------- | ---- | --- | ----- | ---- | ------ | -------- | -------- | ------ |
| ۱    | خاتون بم             | ۱۸   | ۱۴  | ۴     | ۰    | ۶۹     | ۷        | ۶۲+      | ۴۶     |
| ۲    | ملوان بندرانزلی      | ۱۸   | ۱۴  | ۱     | ۳    | ۴۴     | ۲۰       | ۲۴+      | ۴۳     |
| ۳    | شهرداری سیرجان       | ۱۸   | ۱۱  | ۵     | ۲    | ۴۳     | ۱۰       | ۳۳+      | ۳۸     |
| ۴    | سپاهان اصفهان        | ۱۸   | ۹   | ۶     | ۳    | ۲۹     | ۱۱       | ۱۸+      | ۳۳     |
| ۵    | پالایش‌گاز ایلام      | ۱۸   | ۸   | ۵     | ۵    | ۲۳     | ۲۳       | ۰        | ۲۹     |
| ۶    | پیکان تهران          | ۱۸   | ۶   | ۳     | ۹    | ۱۵     | ۲۶       | ۱۱−      | ۲۱     |
| ۷    | نماینده البرز        | ۱۸   | ۴   | ۲     | ۱۲   | ۱۶     | ۴۱       | ۲۵−      | ۱۴     |
| ۸    | کانی کردستان         | ۱۸   | ۳   | ۳     | ۱۲   | ۱۴     | ۳۵       | ۲۱−      | ۱۲     |
| ۹    | آوا تهران            | ۱۸   | ۲   | ۳     | ۱۳   | ۱۳     | ۵۴       | ۴۱−      | ۹      |
| ۱۰   | فراایساتیس کران فارس | ۱۸   | ۲   | ۲     | ۱۴   | ۲۲     | ۶۱       | ۳۹−      | ۸      |

### جدول گلزنان
جدول گلزنان این فصل به‌شرح زیر بود.

۲۶۴ گل  در ۹۰ مسابقه به ثمر رسیده است که به‌طور میانگین برابر است با ۲٫۹۳ گل به ازای هر مسابقه.
۱۵ گل
- افسانه چترنور (ملوان بندرانزلی)
- زهرا قنبری (خاتون بم)

۱۳ گل
- سارا دیدار (خاتون بم)

۱۲ گل
- نگین زندی (خاتون بم)
- منی حمودی (خاتون بم)

۱۱ گل
- فاطمه جاویدان (فرا ایساتیس کران فارس)

۸ گل
- سارا قمی (پیکان تهران)

۷ گل
- شبنم بهشت (ملوان بندرانزلی)
- رقیه جلال‌نسب (شهرداری سیرجان)
- زهرا علیزاده (شهرداری سیرجان)

۶ گل
- فاطمه پسندیده (سپاهان اصفهان)
- سمیه خرمی (نماینده البرز)
- حدیث بساط‌شیر (پالایش گاز ایلام)
- فاطمه مخدومی (ملوان بندرانزلی)

۵ گل
- مرضیه نیکخواه (شهرداری سیرجان)
- هاجر دباغی (سپاهان اصفهان)
- ‌ فاطمه شبان قهرود (شهرداری سیرجان)
- محدثه زلفی (ملوان بندرانزلی)

۴ گل
- هستی فروزنده (سپاهان اصفهان)
- روژين تمريان (پالایش گاز ایلام)
- میترا نظری (سپاهان اصفهان)
- شقایق روزبهان (شهرداری سیرجان)
- سمیه اسماعیلی (کانی کردستان)

۳ گل
- مریم چرخاوی (فرا ایساتیس کران فارس)
- نازیال بهاری (کانی کردستان)
- ملیکا متولی (شهرداری سیرجان)
- عاطفه ایمانی (پالایش گاز ایلام)
- فاطمه اردستانی (شهرداری سیرجان)
- سوینج سلیمانی (کانی کردستان)
- آیدا فرضی‌زاده (نماینده البرز)
- تانیا جهانشاهی (آوا تهران)

۲ گل
- نگین نقدی (نماینده البرز)
- فاطمه رضایی (پیکان تهران)
- فاطمه تراهی (آوا تهران)
- مائده بی‌رنگ (ملوان بندرانزلی)
- سمیرا محمودپور (آوا تهران)
- هالله عبدالهی (آوا تهران)
- زینب عباسپور (سپاهان اصفهان)
- روناک جعفرزاده (پالایش گاز ایلام)
- فاطمه برازجانی (شهرداری سیرجان)
- فاطمه عادلی (سپاهان اصفهان)
- فاطمه گراییلی (خاتون بم)
- مهناز شاه‌مرادی (نماینده البرز)
- سمانه چهکندی (خاتون بم)
- الهام فرهمند (سپاهان اصفهان)
- پروین فرهادی‌خواه (فرا ایساتیس کران فارس)
- زهره جلالی (کانی کردستان)
- سپیده فالحی (پالایش گاز ایلام)
- مریم دینی (پیکان تهران)

۱ گل
- الینا میرزاپور حسن‌کیاده (ملوان بندرانزلی)
- نازنین زهرا منصور الوارس (سپاهان اصفهان)
- سارا ظهرابی‌نیا (شهرداری سیرجان)
- سپیده حاجی‌نسب (پالایش گاز ایلام)
- سحر نصیری (کانی کردستان)
- رقیه شهبازی (نماینده البرز)
- سمانه قاشیه (پیکان تهران)
- سمیه اسدیان (خاتون بم)
- سهیلا نظام آبادی (آوا تهران)
- شهناز جعفری‌زاده (خاتون بم)
- صفورا جعفری (نماینده البرز)
- طاهره آزادی (پالایش گاز ایلام)
- هانیه رحیمی (فرا ایساتیس کران فارس)
- افسانه اقبال (شهرداری سیرجان)
- مهشاد السادات امیری (سپاهان اصفهان)
- مریم رهیده (ملوان بندرانزلی)
- کوثر عنبری (ملوان بندرانزلی)
- کیمیا کافی (ملوان بندرانزلی)
- هلیا پیلتن تساوک (آوا تهران)
- یاسمین برازنده (فرا ایساتیس کران فارس)
- غزاله بنی‌طالبی (کانی کردستان)
- ثنا صادقی (شهرداری سیرجان)
- زهرا خضری (پیکان تهران)
- زهره عرفانی (کانی کردستان)
- فاطمه متولی (شهرداری سیرجان)
- سمیه آوج (پیکان تهران)
- زهرا مسعودی (آوا تهران)
- طاهره پیروزی (خاتون بم)
- ملیکا باقری‌نسب (نماینده البرز)
- ملیکا محمدی (خاتون بم
- راحیل جعفری (فرا ایساتیس کران فارس)
- آیدا صداقت‌زاده (فرا ایساتیس کران فارس)
- هاجر قربانی‌مادوانی (فرا ایساتیس کران فارس)